# منگتان‌والا
منگتان‌والا (به انگلیسی: Mangtanwala) یک منطقهٔ مسکونی در پاکستان است که در پنجاب واقع شده‌است. منگتان‌والا ۱۹۰ متر بالاتر از سطح دریا واقع شده‌است.